# Coluteastrum procumbens
Coluteastrum procumbens là một loài thực vật có hoa trong họ Đậu. Loài này được (Mill.) Kuntze mô tả khoa học đầu tiên năm 1891.